# Walt Faulkner
Walt Faulkner (ur. 16 lutego 1918 w Tell, zm. 22 kwietnia 1956 w Vallejo) – amerykański kierowca wyścigowy. Ścigał się w National Championship, samochodami typu stock car, midget oraz motocyklami. Zginął w wypadku w trakcie wyścigu USAC Stock Car w Vallejo.

## Starty w Indianapolis 500
| Rok  | Nr | Start. | Msc. | Okr. | Lider | Uwagi       |
| ---- | -- | ------ | ---- | ---- | ----- | ----------- |
| 1950 | 98 | 1      | 7    | 135  | 0     |             |
| 1951 | 2  | 14     | 15   | 123  | 0     | wał korbowy |
| 1953 | 23 | 14     | 17   | 176  | 0     |             |
| 1954 | 98 | -      | 12*  | 199  | 0     |             |
| 1955 | 77 | 7      | 5**  | 200  | 0     |             |

* Samochód dzielony z Chuckiem Stevensonem

** Samochód dzielony z Billem Homeierem